# 아리따글꼴
아리따 글꼴은 고딕계열의 트루타입(True Type) 글꼴이다. 홍익대학교  안상수  교수, 서울여자대학교 한재준 교수, 글꼴 디자이너 이용제 등이 제작하였고, 한글 1만1172자,  영어와 숫자 94자, KS코드 기준 특수문자 등을 포함하고 있다. 아리따돋움, 아리따부리(2014년 추가), Arita Sans(2012년 추가, 영문글꼴)로 3가지로 구성되어 있다. thin-light-medium-semibold-bold의 5가지의 굵기를 제공한다.
2006년 한글날을 기념하여 아모레퍼시픽이 개인 및 기업 사용자에게 무료로 공개했으며 2012년에는 네덜란드의 대표적 디자인 그룹인 스튜디오 둠바의 크리에이티브 디렉터를 역임한 미셸 드 보어(Michel de Boer)에게 영문글꼴 디자인을 의뢰하여 개정한 3.0버전을 발표하였다. 지적재산권은 아모레퍼시픽에 있다.